# Unison (singolo)
Unison è la canzone che dà il titolo al primo album in lingua inglese della cantante canadese Céline Dion. Il brano fu pubblicato dalla Columbia Records come secondo singolo promozionale in Canada nel luglio 1990, mentre negli Stati Uniti fu pubblicato come primo singolo. Il 25 ottobre 1991 Unison fu pubblicato come quarto singolo in Giappone. La versione di Dion è stata prodotta da Goldmark.
Dopo la sua uscita, Unison ricevette recensioni positive da parte della critica e ottenne anche una candidatura ai Juno Award come Registrazione Dance dell'Anno. La canzone raggiunse il trentottesimo posto della classifica canadese e fu un successo nella Canadian Dance Chart, rimanendo in top ten per sette settimane. Del singolo fu realizzato anche il videoclip musicale, diretto da Robin Miller.

## Antefatti, contenuti e pubblicazioni
Unison è una canzone scritta da Andy Goldmark e Bruce Roberts e registrata per la prima volta dal cantante R&B Junior Giscombe nel 1983 per il film Il ribelle con Tom Cruise. Il brano non ebbe un buon risultato commerciale, tuttavia fu scelto come title track del primo album in inglese di Céline Dion che lo portò al successo.
Nel 1989, la Dion registrò il brano Can't Live With You, Can't Live Without You, in duetto con Billy Newton-Davis, incluso nell'album di quest'ultimo, Spellbound. La traccia fu prodotta dall'autore del brano, Andy Goldmark. Contemporaneamente, Céline stava registrando il suo primo album in lingua inglese, Unison. Goldmark produsse la title track, che sarebbe stata pubblicata come secondo singolo promozionale in Canada e come quarto singolo in Giappone. Nel resto del mondo, Unison fu pubblicato come lato B del singolo The Last to Know.
Per la versione unica, Unison fu remixato da Kevin Unger, che creò quattro remix: Single Mix con Rap, Single Mix senza Rap, Mainstream / Extended Mix e Club Mix. Tre di loro sono caratterizzati dal rap di Frankie Fudge. Nei cori si può ascoltare anche la voce di Ruth Pointer. I remix richiesero settimane di pre-produzione con l'obiettivo finale di trasformare la versione originale dell'album in una traccia pop dance sia per le radio contemporanee che per i disco-club. Per mixare le nuove versioni furono impiegati tre giorni ai famosi Metal Works Studios di Toronto.

## Videoclip musicale
Il videoclip musicale di Unison fu realizzato per il Single Mix con Rap e pubblicato nel luglio 1990. È stato diretto da Robin Miller. La persona che appare nel video non è Frankie Fudge. Il video musicale è stato successivamente incluso nella VHS di Unison.

## Recensioni da parte della critica
Jan De Knock di Chicago Tribune, riguardo al singolo scrisse: "La grande voce di Dion invita a confrontarsi con lo stile power-pop di Taylor Dayne e Laura Branigan (per coincidenza, la title track Unison dal sapore disco music compare anche sull'ultimo LP di Branigan)".

## Successo commerciale
In Canada, Unison debuttò nelle classifiche dei singoli più venduti nel luglio 1990 e raggiunse la posizione numero quarantacinque della RPM 100 Hit Tracks l'8 settembre 1990. Inoltre raggiunse la terza posizione della RPM 10 Dance e la numero sette della RPM 40 Adult Contemporary.

## Premi e riconoscimenti
Ai Juno Award del 1991, Unison (Mainstream / Extended Mix) fu candidato nella categoria Registrazione Dance dell'Anno, vinto da Don't Wanna Fall in Love (Knife Feel Good Mix) di Jane Child. È stato anche votato come la canzone dell'anno 1990 in Québec (davanti a Vogue di Madonna) sul canale radio della NRJ, Le choix du Québec. Probabilmente, il successo del remix è stato il trampolino di lancio della Sony Music Canada necessario ad attirare l'attenzione della sua major americana, che promosse la Dion al mercato statunitense.

## Interpretazioni dal vivo
Céline Dion eseguì il brano Unison in alcuni show televisivi canadesi nel 1990. Cantò il brano anche durante il suo Unison Tour, Celine Dion in Concert, The Color of My Love Tour, e anche durante il Millennium Concert del suo Let's Talk About Love Tour. Unison è stato anche inserito in un medley cantato da i concorrenti di Star Académie nel 2009 e in un medley del Celine Dion Live 2018.

## Formati e tracce
CD Singolo Promo (Canada) (Columbia: CDNK 532)
1. Unison (Single Mix) – 4:03 (testo: Bruce Roberts – musica: Andy Goldmark)
2. Unison (Single Mix Sans Rap) – 4:03 (Goldmark, Roberts)
3. Unison (The Main Stream Mix) – 7:15 (Goldmark, Roberts)

CD Maxi Singolo Promo (Canada) (Columbia: CDNK 623)
1. Unison (Mainstream/Extended Mix) – 7:15 (testo: Roberts – musica: Goldmark)
2. Unison (Club Mix) – 7:26 (testo: Roberts – musica: Goldmark)
3. Unison (The Single Mix With Rap) – 4:03 (testo: Roberts – musica: Goldmark)
4. Unison (The Single Mix Without Rap) – 4:03 (testo: Roberts – musica: Goldmark)

CD Singolo (Giappone) (Epic: ESCA 5458)
1. Unison (feat. Frankie Fudge) (Single Mix) – 4:05 (testo: Roberts – musica: Goldmark)
2. Délivre-moi – 4:20 (E.G. Daily, Eddy Marnay, Harold Faltermeyer)
3. Can't Live With You, Can't Live Without You (feat. Billy Newton Davis) – 4:18 (Dan Hill, John Parker, Steve Kipner)
4. Unison (Album Version) – 4:13 (testo: Roberts – musica: Goldmark)

LP Singolo 7" (Canada) (Columbia: C4-3138)
1. Unison (The Single Mix) – 4:03 (testo: Roberts – musica: Goldmark)
2. Unison (The Single Mix 'Sans' Rap) – 4:03 (testo: Roberts – musica: Goldmark)

LP Singolo 7" (Canada) (Epic: 34-87356)
1. Unison (Remix) – 4:04 (testo: Roberts – musica: Goldmark)
2. The Last to Know – 4:18 (Brock Walsh, Phil Galdston)

LP Maxi Singolo 12" (Canada) (Columbia: 12CXP-3139)
1. Unison (Mainstream / Extended Mix) – 7:15 (testo: Roberts – musica: Goldmark)
2. Unison (Club Mix) – 7:26 (testo: Roberts – musica: Goldmark)

LP Singolo Promo 12", 33 ⅓ (Canada) (Columbia: 12CDN 624)
1. Unison (Mainstream/Extended Mix) – 7:15 (testo: Roberts – musica: Goldmark)
2. Unison (Club Mix) – 7:26 (testo: Roberts – musica: Goldmark)
3. Unison (The Single Mix With Rap) – 4:03 (testo: Roberts – musica: Goldmark)
4. Unison (The Single Mix Without Rap) – 4:03 (testo: Roberts – musica: Goldmark)

MC Singolo (Canada) (Columbia: C4T 3138)
1. Unison (Single Mix) – 4:03 (testo: Roberts – musica: Goldmark)
2. Unison (Single Mix Sans Rap) – 4:03 (testo: Roberts – musica: Goldmark)
3. Unison (Mainstream Mix) – 7:15 (testo: Roberts – musica: Goldmark)

## Versioni ufficiali
- Unison (Album Version) – 4:13
- Unison (Club Mix) – 7:26
- Unison (Single Mix) – 4:03
- Unison (Single Mix With Rap) – 4:03
- Unison (Single Mix Without Rap) – 4:03
- Unison(The Main Stream Mix) – 7:15

## Classifiche

### Classifiche settimanali
| Classifica (1990)                  | Posizione massima raggiunta |
| ---------------------------------- | --------------------------- |
| Canada (RPM 100 Hit Tracks)        | 45                          |
| Canada (RPM 40 Adult Contemporary) | 7                           |
| Canada (RPM 10 Dance)              | 3                           |

### Classifiche di fine anno
| Classifica (1990)                                  | Posizione |
| -------------------------------------------------- | --------- |
| Canada (Top 100 Adult Contemporary Tracks of 1990) | 69        |
| Canada (Top 50 Dance Tracks of 1990)               | 42        |

## Crediti e personale
Registrato
- Registrato agli Recording Studio "55" di Kansas City, Unique Recording Studios di New York City

Personale
- Arrangiato da - Andy Goldmark
- Basso elettrico - "Ready" Freddy Washington
- Basso sintetizzato - Andy Goldmark
- Chitarra - Charles Fearing
- Cori - Ruth Pointer, Fonzi Thornton
- Ingegnere del suono - Mike Brooks, Dave Dachinger, Jack Rouben
- Mixato da - Bob Rosa
- Mouth percussion - Biti "Beat Box" Strauchn
- Musica di - Andy Goldmark
- Produttore - Andy Goldmark
- Produttore aggiuntivo - Kevin Unger
- Programmatore aggiuntivo - Francis Manzella
- Programmazione batteria - Andy Goldmark
- Rapper - Frankie Fudge
- Remixato da - Kevin Unger
- Tastiere - John Barnes, Andy Goldmark
- Testi di - Bruce Roberts

## Cronologia di rilascio
| Paese    | Data            | Formato            |
| -------- | --------------- | ------------------ |
| Canada   | 1990            | Vinile (7"), (12") |
| Giappone | 25 ottobre 1991 | CD                 |